# ヨアキム (デンマーク王子)
ヨアキム（Joachim, 全名：Joachim Holger Waldemar Christian, 1969年6月7日 - ）は、デンマークの王族。モンペザ伯爵（greve af Monpezat）。女王マルグレーテ2世と王配ヘンリック公の次男。兄はフレゼリク10世。デンマーク語のみならずフランス語・英語・ドイツ語を話せる。普段はユトランド半島のシャウケンボーの所領に住む。王位継承順位は第5位。

## 教育
1974年から2年間、アマリエンボー宮殿で家庭教師の元で学ぶ。1976年から1982年までコペンハーゲン市内の学校で学ぶ。1982年から1983年まで、フランス・ノルマンディーのエコール・ド・ロシュに在籍。1986年、ギムナジウムØregaardを卒業。1991年から1993年まで経済学を学んだ。
1987年より軍に在籍。2005年に少佐となった。

## 結婚
1995年11月18日、香港出身のアレクサンドラ・マンリーとフレゼリクスボー宮殿内の教会で結婚。アレクサンドラが中華人民共和国、イギリス、ポーランド、オーストリアの血をひくことから、欧州の王室に初のアジア人プリンセスが誕生したと騒がれた。ふたりには2男が生まれた。
- ニコライ（1999年8月28日  - ）
- フェリックス（2002年7月22日 - ）

しかし2004年9月16日、夫妻は別居を発表。翌2005年4月8日に正式離婚した。デンマーク王族の離婚は初めてのことだった。離婚に関して、独身時代より『パーティ・プリンス』と呼ばれていたヨアキムの素行が話題にされた。王子たちはアレクサンドラが引き取って育てている。
2007年10月3日、デンマーク王室は、ヨアキムとフランス人女性マリー・カヴァリエが婚約したことを発表。2008年5月24日、シャウケンボー近郊の教会で挙式した。2009年5月4日、マリー妃との間の第一子となる男児が誕生した。
- ヘンリック（2009年5月4日 - ）

2011年8月24日、デンマーク王室はマリー妃が第2子を懐妊したことを公表した。2012年1月24日、ヨアキムとマリー妃の第2子にあたる王女が誕生した。
- アテナ（2012年1月24日 - ）

2022年9月28日、デンマーク王室は「ヨアキム王子の子孫は2023年1月1日以降、モンペザ伯爵（Count of Monpezat）およびモンペザ女伯爵（Countess of Monpezat）の称号のみ使用を許され、デンマーク王子および王女の称号はなくなる」として、ヨアキムの4人の子から王子、王女の称号を剥奪することを発表した。